# 치올콥스키 로켓 방정식
치올콥스키 로켓 방정식(Tsiolkovsky's rocket equation)은 러시아의 로켓 과학자인 콘스탄틴 치올콥스키가 처음으로 유도해낸 방정식으로, 중력이나 저항 같은 외력이 작용하지 않는 계에서의 로켓의 운동을 기술한다. 그 식은 다음과 같다.
{\displaystyle v_{f}=v_{i}+u\ln {\frac {m_{i}}{m_{f}}}}
(여기서 {\displaystyle v_{f}}는 로켓의 최종 속력, {\displaystyle v_{i}}는 로켓의 초기 속력, {\displaystyle u}는 분출된 연료의 로켓에 대한 상대 속력, {\displaystyle m_{f}}는 로켓의 최종 질량, {\displaystyle m_{i}}는 로켓의 초기 질량.)

## 유도 과정

### 1. 서론
치올콥스키의 방정식을 유도하는 과정은 질량이 변하는 계(variable-mass system)에 뉴턴 법칙을 적용하는 것과 상당히 비슷하다. 뉴턴 제 2 법칙에 의하면 {\displaystyle {\vec {F}}={\frac {d{\vec {p}}}{dt}}={\frac {d(m{\vec {v}})}{dt}}}이다.
여기서 m을 상수로 취급하면 매우 유명한 공식인 {\displaystyle {\vec {F}}=m{\vec {a}}}가 되지만, m이 상수가 아닌 일반적인 경우를 고려하면 곱의 미분법으로 인해 {\displaystyle {\vec {F}}={\frac {dm}{dt}}{\vec {v}}\ +\ m{\frac {d{\vec {v}}}{dt}}} 가 된다.
이 과정에서 {\displaystyle {\vec {F}}=0\Leftarrow \Rightarrow {\frac {dm}{dt}}{\vec {v}}\ +\ m{\frac {d{\vec {v}}}{dt}}=0} 라고 놓고 문제를 푸는 오류를 범하기도 하는데, 언뜻 보기에는 맞는 것 같지만 이처럼 알짜힘을 0이라고 놓으면 로켓이 가속되고 있다는 사실과 모순된다.
로켓 자체만을 생각하는 대신 로켓과 방출된 연료(fuel)를 모두 포함하는 계를 고려한다면 더 납득 가능한 결론에 도달할 수 있을 것이고 계산도 더 용이해질 것이다.
이 방정식의 전제 조건은 로켓과 연료를 포함한 이 계에 중력 같은 외력이 전혀 작용하지 않는다는 점이다. 그러므로 ({\displaystyle {\vec {F}}_{ext}={\frac {d{\vec {p}}}{dt}}=0} 이기에) 뉴턴 제 2 법칙에 따라 계의 총 운동량은 변화하지 않을 것이다.
다시 말하면 초기 운동량과 최종 운동량을 같게 놓고 풀면 치올콥스키의 방정식을 얻을 수 있다.

### 2. 운동량 보존의 법칙
계의 초기 운동량은 {\displaystyle m_{fuel}{\vec {v}}_{fuel}\ +\ m_{rocket}{\vec {v}}_{rocket}=0\times 0\ +\ m{\vec {v}}=m{\vec {v}}}이다.

계의 현재 운동량을 계산하려면 단계적으로 생각해볼 필요가 있다.
1) 로켓의 질량은 {\displaystyle dt}의 시간 동안 {\displaystyle m\ +\ dm}이 되었다 (여기서 질량이 감소했으므로 {\displaystyle dm<0}). 같은 방법으로 로켓의 속도는 {\displaystyle dt}의 시간 동안 {\displaystyle {\vec {v}}\ +\ d{\vec {v}}}가 되었다. 이 말은 로켓의 현재 운동량은 {\displaystyle (m\ +\ dm)({\vec {v}}\ +\ d{\vec {v}})}이라는 뜻이다.
2) 방금 갓 방출된 연료의 질량은 ({\displaystyle dm<0} 이므로) {\displaystyle -dm}이다. 연료의 속도를 {\displaystyle {\vec {v}}_{fuel}}라고 하면 연료의 현재 운동량은 {\displaystyle -dm\ {\vec {v}}_{fuel}}이다.
3) 이 둘을 더하면 {\displaystyle (m\ +\ dm)({\vec {v}}\ +\ d{\vec {v}})-dm\ {\vec {v}}_{fuel}} 이 된다. 이것이 계의 현재 운동량이다.

위의 정보를 종합해보면, 계의 초기 운동량과 현재 운동량은 같으므로 {\displaystyle m{\vec {v}}=(m\ +\ dm)({\vec {v}}\ +\ d{\vec {v}})-dm\ {\vec {v}}_{fuel}}이다. 이제 식을 정리해보자.
식을 전개하면 {\displaystyle m{\vec {v}}=m{\vec {v}}+md{\vec {v}}+{\vec {v}}dm+dmd{\vec {v}}-dm\ {\vec {v}}_{fuel}}가 된다. 여기서 양변에서 {\displaystyle m{\vec {v}}}를 소거한다. 그리고 {\displaystyle dmd{\vec {v}}}는 그 크기(magnitude)가 너무 작으니 무시하도록 하자.
그러면 다음과 같은 식이 된다. {\displaystyle m\ d{\vec {v}}+{\vec {v}}\ dm-{\vec {v}}_{fuel}\ dm=0}. 여기서 마지막 두 항을 {\displaystyle dm}으로 묶으면 {\displaystyle m\ d{\vec {v}}+dm\ ({\vec {v}}-{\vec {v}}_{fuel})=0}이 되고, 이것은 {\displaystyle m\ d{\vec {v}}=dm\ ({\vec {v}}_{fuel}\ -\ {\vec {v}})}와 같다.
상대 속도의 정의에 따라 {\displaystyle {\vec {u}}={\vec {v}}_{fuel}\ -\ {\vec {v}}_{rocket}}이므로 {\displaystyle m\ d{\vec {v}}={\vec {u}}\ dm}이 된다.
이제 {\displaystyle d{\vec {v}}}와 {\displaystyle {\vec {u}}} 모두 일직선 상에 있다고 가정하고, 벡터의 크기(magnitude)만 고려하자. {\displaystyle |d{\vec {v}}|=dv,\ |{\vec {u}}|=u}라고 정의하자. 로켓이 나아가는 방향을 +라고 한다면, {\displaystyle d{\vec {v}}}는 {\displaystyle dv}가 될 것이고, 로켓에 대해 연료는 항상 상대적으로 뒤로 가고 있으므로 {\displaystyle {\vec {u}}}는 {\displaystyle -u}로 쓸 수 있을 것이다. 그렇다면 식은 {\displaystyle m\ dv=-u\ dm}이라고 쓸 수 있다?

### 3. 미분방정식 풀기
{\displaystyle m\ dv=-u\ dm}의 양변을 {\displaystyle dt}로 나누면 {\displaystyle m{\frac {dv}{dt}}=-u{\frac {dm}{dt}}}가 된다. 이는 {\displaystyle ma=-u{\frac {dm}{dt}}}와 같다.
이렇듯 로켓과 연료를 포함한 계의 운동 상태를 로켓의 질량과 가속도의 크기, 그리고 연료의 로켓에 대한 상대 속력으로만 표현하는 데 성공했다. 이제 이 공식을 이용해 미분방정식을 세우고 풀어보자.
{\displaystyle ma=-u{\frac {dm}{dt}}}의 양변에 {\displaystyle dt}를 곱하고 양변을 {\displaystyle m}으로 나누면 {\displaystyle a\ dt=-u\ {\frac {dm}{m}}}이 된다. (여기서 {\displaystyle u}는 상수라고 가정하자.)
양변을 적분하면 {\displaystyle \int _{t_{i}}^{t_{f}}a\ dt=\int _{m_{i}}^{m_{f}}-u\ {\frac {dm}{m}}}이 된다. 좌변은 {\displaystyle \Delta v=v_{f}\ -\ v_{i}}가 되고, 우변은 {\displaystyle -u\ {\Big [}\ln \ |m|{\Big ]}_{m_{i}}^{m_{f}}=-u\ (\ln \ m_{f}\ -\ \ln \ m_{i})=-u\ \ln {\frac {m_{f}}{m_{i}}}=u\ \ln {\frac {m_{i}}{m_{f}}}}가 된다.
최종 속력에 대해 정리하면 {\displaystyle v_{f}=v_{i}+u\ln {\frac {m_{i}}{m_{f}}}}이라는 식이 나온다.

## 의미
비록 실제 상황보다 극히 간단한 가정을 하지만, 로켓 방정식은 로켓 비행에 있어서의 핵심적인 물리학적 원리를 간명하게 보여준다. 로켓 궤도 역학에 있어서 {\displaystyle \Delta v}는 궤도의 이동이 얼마나 쉬운지, 혹은 어려운지를 나타내주는 양이 된다.
식에서 알 수 있듯이 큰 {\displaystyle \Delta v}를 얻기 위해서는 {\displaystyle m_{i}}가 크거나 ({\displaystyle \Delta v}에 비해 지수함수 적으로 커져야 함), {\displaystyle m_{f}}이 작거나, 아니면 분사 속도 {\displaystyle v}가 매우 높아야 한다. 또는 이 세 조건이 적절히 조합되어야 한다.
공학적으로는 거대한 로켓을 만들고 ({\displaystyle m_{i}}을 키움) 다단계 로켓을 만들어 ({\displaystyle m_{f}}를 줄임) 분사 속도를 높게 할 수 있다. 아폴로 우주 계획에서 사용되었던 새턴 5호 로켓이 이런 조건을 만족하는 좋은 예가 된다.

## 같이 보기
- 질량비
- 로버트 고다드
- 우주선 추진